# أوتيس غريسبي
أوتيس غريسبي (بالإنجليزية: Otis Grigsby)‏ هو لاعب كرة قدم أمريكية أمريكي، ولد في 19 نوفمبر 1980 في سان أنطونيو في الولايات المتحدة.

## وصلات خارجية
- أوتيس غريسبي على موقع مرجع كرة القدم المحترفة.كوم (الإنجليزية)